# Wolfgang von Welck
Curt Wolfgang Heinrich Freiherr von Welck (* 6. September 1901 in Nizza; † 7. Mai 1973 in Starnberg) war ein deutscher Diplomat in der Zeit der Weimarer Republik, des Nationalsozialismus und der Bonner Republik.

## Leben
Wolfgang von Welck wurde 1901 als Sohn von Maximilian Freiherr von Welck, kaiserlich deutscher Vizekonsul und Gertrud Freifrau von Welck, geb. von Hüttner, in Nizza geboren. 1911 kehrte seine Familie nach Dresden zurück, wo er das Vitzthum-Gymnasium besuchte und 1921 das Abitur erlangte. An den Universitäten Freiburg in Breisgau, München und Berlin mit Aufenthalten in Paris und London studierte er Jura und bestand 1927 das Referendarexamen.
Im gleichen Jahr trat er in den auswärtigen Dienst ein und bestand 1929 die diplomatisch-konsularische Prüfung. Nach einigen Jahren in Berlin war er auf den Auslandsposten Reval (1930–1932), Charkow und Leningrad (1933–1934), Moskau (1935–1936) und – nach einer Station in der politischen Abteilung im Auswärtigen Amt – London (1938–1939) und Budapest (1939–1940). Dabei wurde er 1934 zum Legationssekretär und 1940 zum Legationsrat befördert.
1938 trat er der NSDAP bei.
1940 war er zunächst als stellvertretender und dann als leitender Vertreter des Auswärtigen Amtes bei der Waffenstillstandskommission in Wiesbaden, welche die Einhaltung der Frankreich insbesondere in militärischer Hinsicht auferlegten Bedingungen des Waffenstillstands vom 22. Juni 1940 beaufsichtigte.
1943 wurde im Reichssicherheitshauptamt ein Verfahren gegen Welck wegen des Verdachts politischer Unzuverlässigkeit, antinationalsozialistischer Einstellung, defätistischer Äußerungen und der Unterstützung französischer Hilfsgesuche eingeleitet. Er wurde am 28. August verhaftet und blieb bis zum 6. Dezember 1943 in den Kellerzellen der Gestapo in der Berliner Prinz-Albrecht-Straße in Haft. Am 28. März 1944 wurde er unter Verlust der Pensionsansprüche aus dem Auswärtigen Dienst zur Bewährung an der Front entlassen.
Im Dezember 1945 überwachte er als besonderer Beauftragter des »Zentralbüros des Hilfswerks der Evangelischen Kirche in Deutschland« (EHIK) die Einfuhr einer größeren Sendung von Spendenpaketen in Hamburg. Das Hilfswerk kümmerte sich um Flüchtlinge und Vertriebene, Vermisstensuche und Familienzusammenführung, den Wohnungsbau, den Aufbau von Alten- und Lehrlingsheimen sowie von Notkirchen. Es betreute auch Kriegsgefangene, darunter auch Kriegsverbrecher in Haft, als das Deutsche Rote Kreuz, wie die Nationalsozialistische Volkswohlfahrt durch das Kontrollratsgesetz Nr. 2 vom 12. Oktober 1945 verboten waren. Eine wichtige Wirkung erreichte es als Verteilungsorganisation von Auslandsspenden. Zum 1. April 1946 wurde er mit der Leitung einer »Außenstelle« des Zentralbüros in Hamburg beauftragt, die das inzwischen bereits wieder aufgehobene Zentralbüro-West ersetzen und das Gesamtwerk bei den britischen Besatzungsbehörden vertreten sollte. Er baute diese Außenstelle und die ihr zugehörigen Außenbüros Lübeck und Bremen auf und leitete sie bis 1950.
1950 wurde er wieder in den auswärtigen Dienst eingestellt und war zunächst in Brüssel (1950–1951) als Botschaftsrat tätig.
1951 wurde er zunächst stellvertretender Leiter der Personalabteilung und leitete von 1953 bis 1958 als Ministerialdirektor die politisch orientierte Länderabteilung im Auswärtigen Amt. In diese Zeit fielen die Pariser Verträge, die Römischen Verträge, der NATO-Beitritt, Adenauers Moskaureise und die Hallstein-Doktrin.
Nachdem Welck eine Berufung als erster Nachkriegsbotschafter nach Moskau aus familiären Gründen abgelehnt hatte, wurde er am 16. Mai 1958 als Botschafter nach Madrid. Hier machte er sich für eine intensive Zusammenarbeit beider Staaten stark und sah sein vordringlichstes Ziel in der Unterstützung proeuropäischer Kräfte. In seiner Amtszeit in Madrid wurden auch die Militärverhandlungen mit dem Franco-Regime spruchreif.
Von 1963 bis zu seiner Pensionierung 1966 war er auf eigenen Wunsch Botschafter in Bern.
1973 starb Welck unerwartet in seinem Haus in Starnberg. Er war verheiratet und hatte zwei Söhne.